# 应急救生飞船

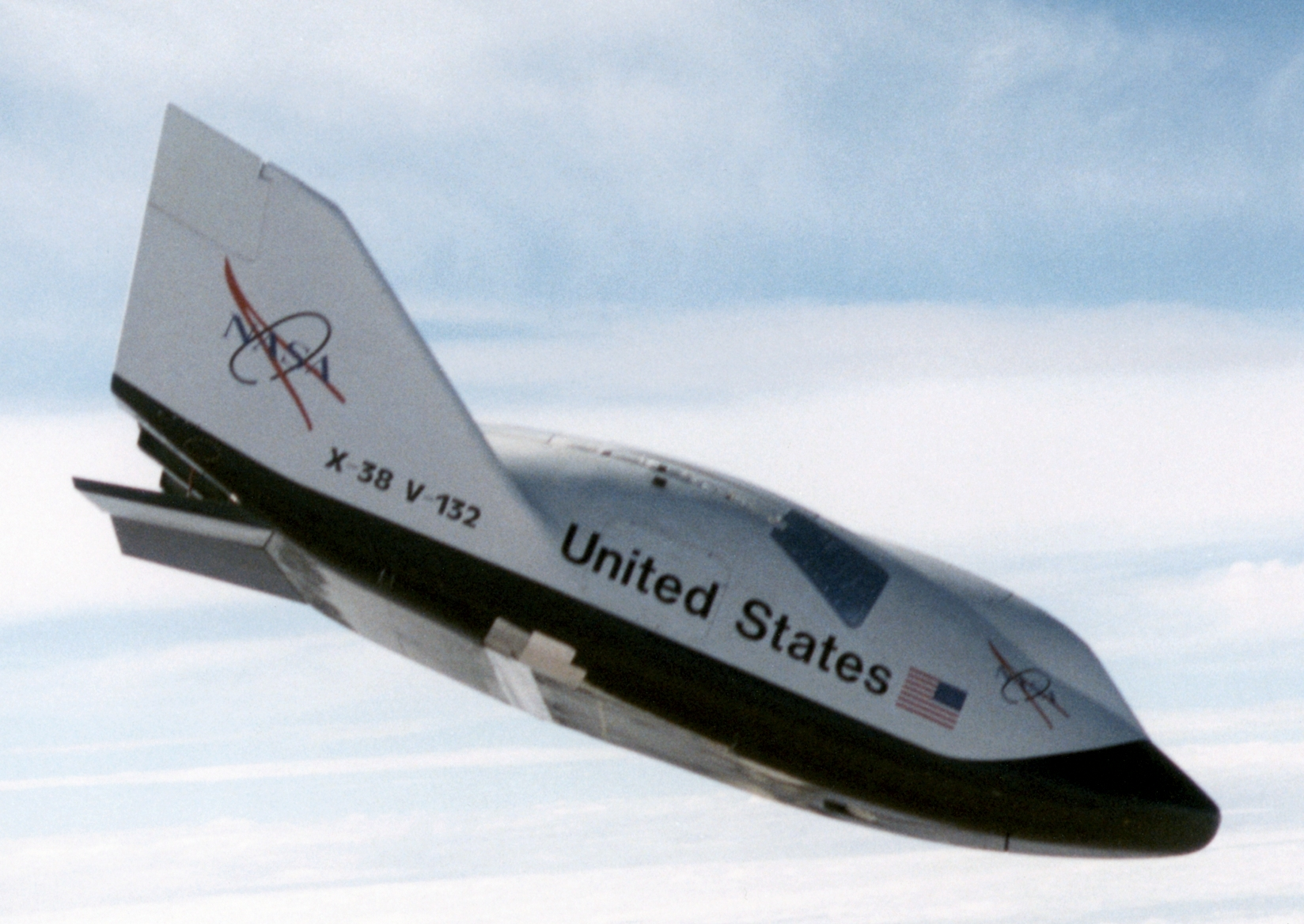
測試中的國際太空站用CRV

应急救生飞船（英語：Crew Return Vehicle，缩写：或），是當太空飞船發生故障時，可以運載航天員返回地面。在很多太空站均有設置此項設施。
應急救生飛船有兩個種類:
- 在飛船運行時，當發生太空艙內著火、能源不足、壓力不當等情況時，通過地面控制中心與航天員之間的共同判斷，便需要航天員自行採用手動方式操作應急救生飛船應急返回，氧氣等生命支持物資的消耗量也會隨人數相應增大。
- 在出艙活動時，飛船增加了出艙應急救生模式。地面科技人員會根據航天員出艙活動時可能遇到的情況，歸納總結多種故障，並提出對策，其中絕大多數是針對艙外航天服發生意外的情況。

## 参阅
- 发射逃逸系统